# ماندفورد
ماندفورد (به انگلیسی: Mundford) یک روستا و محله مدنی در بریتانیا است که در Breckland District واقع شده‌است. ماندفورد ۸٫۳۲ کیلومتر مربع مساحت و ۱٬۵۲۶ نفر جمعیت دارد.